# Alessandro Boris Amisich
Alessandro Boris Amisich (Udine, 1959 – Padova, 19 agosto 2008) è stato un musicista italiano, di origini istriano-dalmate. Eminente chitarrista, sviluppò la sua sensibilità artistica abbracciando progressivamente svariati altri settori della cultura musicale nel senso più ampio.
Parallelamente alla più prestigiosa attività di concertista e musicologo, fu sempre impegnato nella diffusione della musica presso i giovani, svolgendo concretamente anche la professione di insegnante, soprattutto in scuole ad indirizzo musicale.
È scomparso nel 2008 all'età di 49 anni a seguito di un problema cardiaco.

## Anni giovanili e formazione
Figlio unico di un sottufficiale dell'esercito (e maestro di judo) di origini dalmate e di un'istriana, Amisich divenne padovano di adozione, ambientandosi pienamente nel Veneto, ma non per questo avrebbe mai dimenticato le sue radici familiari e la tragedia dei profughi italiani dall'ex Iugoslavia.
Iniziò lo studio della chitarra classica con il maestro Giuseppe Ceccato, completati gli studi classici parallelamente al conservatorio, si laureò successivamente in lettere, discutendo una tesi storica sul chitarrista romantico Giulio Regondi (1983). Proseguì il suo percorso di formazione frequentando vari corsi di perfezionamento tecnico, anche all'estero, tra cui ricorderemo almeno la lezione di Angelo Gilardino in Trivero.
Per quanto attiene alla formazione nel ruolo di direttore, fu allievo di Romolo Gessi, con il quale conseguì il Master in direzione d'orchestra presso l'Accademia Europea di Vicenza.

## Attività concertistica
Amisich si esibì come chitarrista — da solista, o come strumentista in diverse formazioni cameristiche o corali — in Austria, Belgio, Croazia, Germania, Grecia, Irlanda, Repubblica Ceca, Slovenia, Spagna, Svizzera, Tunisia e Ungheria, oltre, naturalmente, ai numerosissimi spettacoli tenuti in Italia.
Come ogni artista di buona levatura, non poteva essere facilmente circoscritto in un genere musicale specifico, sia pure sconfinato come la musica classica; ne è testimonianza, ad esempio, la partecipazione all'evento Note jazz per Sergio Endrigo (25 novembre 2005), dedicato alla memoria del cantautore istriano.

## Affinamenti estetici
Nella sua carriera di chitarrista, si impegnò precipuamente nella rivalutazione della specifica letteratura ottocentesca, tanto sul piano filologico, quanto su quello della performance dal vivo. Coerentemente a tale scelta, prediligeva esprimere il suo talento con uno strumento d'epoca, una LeBlanc francese costruita nel 1824.
Ancor più precisamente, Amisich si fece promotore della riscoperta del più grande chitarrista croato dell'800, Ivan Padovec (1800-1873).
Nella sua ecletticità, non disdegnò la chitarra barocca quando le esigenze esecutive lo consigliavano.

## Attività di direzione
Amisich sentì di dover affermare le proprie potenzialità anche in qualità di direttore, e come tale operò alla guida dell'Ensemble Polifonico Veneto La Fonte d'Elicona (voci e strumenti rinascimentali), dell'Orchestra Padova Classica, e da ultimo della Camerata Vicentina.

## Pubblicistica
Collaborò con riviste specialistiche quali Il Fronimo, Orfeo, CD Classica e La Cartellina.

## Discografia
- Soirée belliniana — Ivan Padovec, Le cinque fantasie su temi belliniani (Chitarra LeBlanc 1824) — etichetta discografica OperaMus.
- Due CD con l'Ensemble Barocco Padovano Sans Souci dedicati a Johann Friedrich Fasch[12] e Ernst Gottlieb Baron[13] (Chitarra barocca) — etichetta discografica Dynamic);
- Assieme a Formato A4: Concerto for classic guitar and jazz piano trio di Claude Bolling[14] — etichetta discografica OperaMus.